# Měšťanský dům čp. 5 (Poděbrady)
Měšťanský dům čp. 5 v Poděbradech I stojí na jižní straně Jiřího náměstí. Je to barokní dům ze 17. století se středověkými sklepy a klasicistní fasádou z 19. století. Dům je od roku 1994 chráněn jako kulturní památka České republiky. Prezentuje se jako lázeňský dům Královské lázně.

## Historie

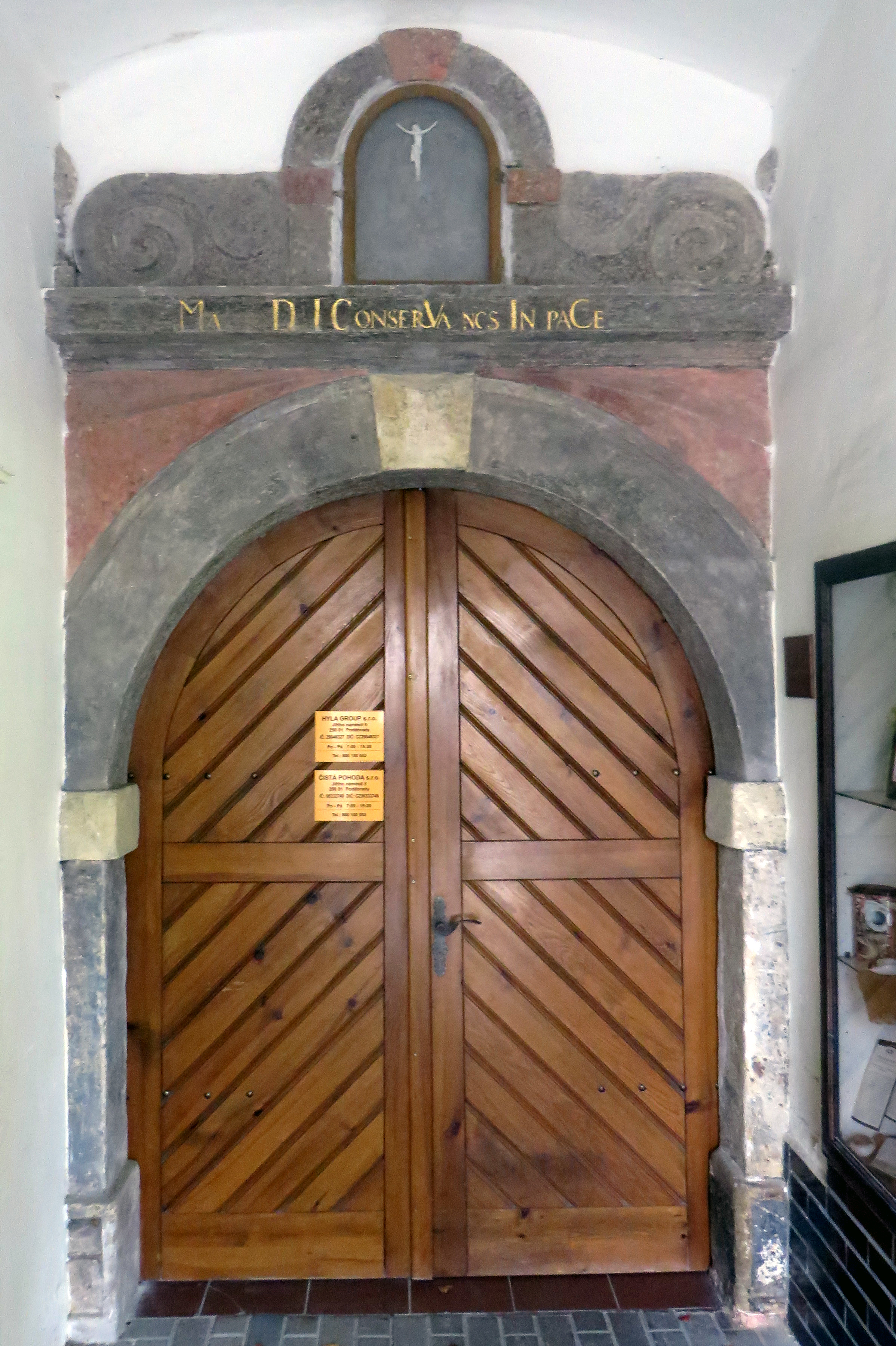
Barokní portál domu

Dům byl postaven ve druhé polovině 17. století na základech původního domu z doby krále Jiřího. Roku 1553 tento původní dům na vlastnil Štěpán Štětka. Po 100 letech dům vyhořel, nahradil jej jiný, který sám roku 1681 vyhořel do základů. Na jeho místě byl vystavěn barokní dům, který se zachoval dodnes. Jeden z jeho majitelů, ranhojič Kreuzenoch, navíc pro sebe ve dvoře u řeky Labe postavil malý přízemní domek. V polovině 18. století dům koupil kupec Sutnergráfovi, který si v přízemí otevřel obchod. Ve 20. století dům vlastnila rodina Richterova.

## Popis
Jedná se o zděný patrový řadový dům. V přízemí je průchod s valenou klenbou a volutami zdobeným barokním pískovcovým portálem s výklenkem, ve kterém bývala soška Panny Marie. Přízemní místnosti jsou zaklenuté křížovou a valenou klenbou. V podzemí jsou klenuté sklepy. Klasicistní průčelí je čtyřosé, s rámováním oken a konzolovou římsou. Na nádvorní straně je pavlač nesená zdí se třemi arkádami.